# Kansas City Chiefs
Kansas City Chiefs su NFL momčad koja se natječe u zapadnoj diviziji AFC konferencije. Smješteni su u Kansas Cityu u Missouriju, a domaće utakmice igraju na Arrowhead Stadiumu.
Chiefsi su svoje prve sezone igrali u tadašnjoj AFL ligi koju su osvajali tri puta, što su do danas najveći uspjesi kluba.

## Povijest kluba

### Počeci u AFL-u
Kansas City Chiefsi su bili jedan od klubova osnivača AFL lige, suparničke lige NFL-u, koja je počela s radom 1960. godine. Chiefsi su zapravo bili osnovani u Dallasu, i to pod imenom Dallas Texans.  Tako su se natjecali svoje prve tri sezone. Posljednje sezone u Dallasu, 1962. godine, klub osvaja svoj prvi naslov prvaka pobjedom nad još jednom momčadi iz Texasa, Houston Oilersima, rezultatom 20:17.
Unatoč osvajanju naslova, Dallas Texansi 1963. sele u Kansas City,  gdje pod imenom Kansas City Chiefs postaju jedna od najjačih momčadi AFL-a. Ponovno osvajaju naslov prvaka 1966. i kao predstavnik AFL-a po prvi put u povijesti igraju protiv pobjednika NFL lige Green Bay Packersa. Ta utakmica je kasnije postala poznata kao prvi Super Bowl u povijesti, a osvojili su ga Packersi pobjedom 35:10. 
Chiefsi osvajaju AFL ligu po treći put 1969. nakon pobjede nad svojim možda i najvećim rivalima iz AFL-a Oakland Raidersima. U Super Bowlu ih ovaj put očekuju Minnesota Vikingsi. Chiefsi, predvođeni quarterbackom Lenom Dawsonom, pobjeđuju favorizirane Vikingse 23:7 i osvajaju svoj prvi i jedini Super Bowl do danas.

### Pri dnu u NFL-u
Svih 10 momčadi AFL-a 1970. prelazi u NFL ligu, a Chiefsi su smješteni u zapadnu diviziju AFC konferencije. Do prvog doigravanja u NFL-u dolaze 1971. nakon što su osvojili svoju diviziju s 10 pobjeda, ali gube u prvoj utakmici protiv kasnijih finalista Miami Dolphinsa nakon dva produžetka s 27:24. 
Sljedećih petnaestak godina zbog starenja i osipanja nekoć pobjedničke momčadi Chiefsi postaju jedna od najslabijih momčadi cijele lige. Do 1986. bilježe samo tri pobjedničke sezone, pritom promijenivši glavnog trenera pet puta. Uz to, 1983. na draftu propuštaju izabrati buduće članove "Kuće slavnih", quarterbackove Dana Marina i Jima Kellya.   Ulazak u doigravanje 1986. konačno je nagovijestio dolazak boljih dana za Chiefse. S deset pobjeda u regularnom dijelu sezone, po prvi put od 1971. ulaze u doigravanje, ali ih New York Jetsi pobjeđuju u prvoj utakmici a 35:15. 

### Ponovni uspon u devedesetima
1989. momčad preuzima trener Marty Schottenheimer i već je iduće sezone uvodi u doigravanje. U idućih sedam sezona Chiefsi su u doigravanju šest puta, te im devedesete postaju najbolje razdoblje još od slavnih šezdesetih. Predvođeni quarterbackom Joeom Montanom, 1993. po prvi put u posljednje 22 godine osvajaju diviziju i nakon pobjeda protiv Pittsburgh Steelersa i Houston Oilersa dolaze do konferencijskog finala gdje gube od Buffalo Billsa 30:13.  Chiefsi s 13 pobjeda osvajaju diviziju i 1995. i 1997. godine, ali ispadaju iz doigravanja odmah u prvoj utakmici nakon poraza od Indianapolis Coltsa i Denver Broncosa.

### Od 2003. do danas
Chiefsi pod trenerom Dickom Vermeilom osvajaju diviziju i 2003. Predvođeni quarterbackom Trentom Greenom i running backom Priestom Holmesom, ponovno pobjeđuju u 13 utakmica u sezoni. Međutim, prva utakmica doigravanja im je opet i posljednja, i to opet nakon poraza od Indianapolis Coltsa Peytona Manninga 38:31. Do danas, Chiefsi ulaze još triput u doigravanje (2006., 2010. i 2013.). Nakon što su 2012. zabilježili najslabiji učinak lige i dobili prvi izbor na draftu 2013. (njime biraju offensive tacklea Erica Fishera ), Chiefsi mijenjaju trenera. Novi trener postaje dotadašnji trener Philadelphia Eaglesa Andy Reid, a Chiefsi dovode i novog quarterbacka Alexa Smitha. Reid i Smith 2013. dovode momčad do devet pobjeda u prvih devet susreta i ulaze u doigravanje. U utakmici wild-card runde u kojoj su u trećoj četvrtini imali vodstvo od 38:10, Chiefsi gube od velikih rivala iz prošlosti Coltsa s 45:44.

## Učinak po sezonama od 2008.
| Sezona | Liga | Konferencija | Divizija | Regularni dio sezone | Regularni dio sezone | Regularni dio sezone | Regularni dio sezone | Uspjeh u doigravanju              |
| Sezona | Liga | Konferencija | Divizija | Poz.                 | Pob.                 | Por.                 | Ner.                 | Uspjeh u doigravanju              |
| ------ | ---- | ------------ | -------- | -------------------- | -------------------- | -------------------- | -------------------- | --------------------------------- |
| 2008.  | NFL  | AFC          | Zapad    | 4.                   | 2                    | 14                   | 0                    |                                   |
| 2009.  | NFL  | AFC          | Zapad    | 4.                   | 4                    | 12                   | 0                    |                                   |
| 2010.  | NFL  | AFC          | Zapad    | 1.                   | 10                   | 6                    | 0                    | poraženi u wild-card rundi        |
| 2011.  | NFL  | AFC          | Zapad    | 4.                   | 7                    | 9                    | 0                    |                                   |
| 2012.  | NFL  | AFC          | Zapad    | 4.                   | 2                    | 14                   | 0                    |                                   |
| 2013.  | NFL  | AFC          | Zapad    | 2.                   | 11                   | 5                    | 0                    | poraženi u wild-card rundi        |
| 2014.  | NFL  | AFC          | Zapad    | 2.                   | 9                    | 7                    | 0                    |                                   |
| 2015.  | NFL  | AFC          | Zapad    | 2.                   | 11                   | 5                    | 0                    | poraženi u divizijskoj rundi      |
| 2016.  | NFL  | AFC          | Zapad    | 1.                   | 12                   | 4                    | 0                    | poraženi u divizijskoj rundi      |
| 2017.  | NFL  | AFC          | Zapad    | 1.                   | 10                   | 6                    | 0                    | poraženi u wild-card rundi        |
| 2018.  | NFL  | AFC          | Zapad    | 1.                   | 12                   | 4                    | 0                    | poraženi u konferencijskom finalu |